# Oidiodendron tenuissimum
Oidiodendron tenuissimum är en svampart som först beskrevs av Peck, och fick sitt nu gällande namn av S. Hughes 1958. Oidiodendron tenuissimum ingår i släktet Oidiodendron och familjen Myxotrichaceae.   Inga underarter finns listade i Catalogue of Life.